# Calcager apertum
Calcager apertum är en tvåvingeart som beskrevs av Frederick Wollaston Hutton 1901. Calcager apertum ingår i släktet Calcager och familjen parasitflugor. Inga underarter finns listade i Catalogue of Life.